# Bridgetown (Nouvelle-Écosse)
Pour les articles homonymes, voir Bridgetown (homonymie).
Bridgetown est une ville canadienne située dans le Comté d'Annapolis en Nouvelle-Écosse.
Au recensement de 2006, on y a dénombré 972 habitants.

## Jumelage
La ville de Bridgetown est jumelée avec Bridgetown, en Barbade.